# World Cup Stadion állomás
World Cup Stadion állomás a szöuli metró 6-os vonalának állomása, mely Mapho-ku (Mapo-gu) kerületben található. Az állomás a közelben található Szöuli World Cup Stadionról kapta a nevét, melyet a 2002-es labdarúgó-világbajnokságra építettek.

## Viszonylatok
| 6-os vonal                             | 6-os vonal | 6-os vonal                                           |
| -------------------------------------- | ---------- | ---------------------------------------------------- |
| Digital Media City Ungam (Eungam) felé | 6-os vonal | Mapho-ku cshong (Mapo-gu cheong) Sinne (Sinnae) felé |